# Polygonum ilanense
Polygonum ilanense är en slideväxtart som beskrevs av Liu & Ou. Polygonum ilanense ingår i släktet trampörter, och familjen slideväxter. Inga underarter finns listade i Catalogue of Life.